# Lurgan
Lurgan (gaelico irlandese an Lorgain, "collina a forma di tibia") è una città dell'Irlanda del Nord, appartenente al Distretto di Craigavon. Conta 23.000 abitanti secondo il censimento del 2001 ed è situata a 29 km a sud-ovest di Belfast.